# Suessions
|  | No s'ha de confondre amb Suessetans. |

Els suessions o suessons (llatí: Suessiones o Suessones, grec Οὐέσσονες) foren un poble celta de la Gàl·lia Belga, entre l'Oise i el Marne, aliats als rems amb els quals formaven un únic cos polític amb les mateixes constitucions i lleis, i un cap únic. La moderna ciutat de Soissons, a l'Aisne, conserva el seu nom. S'ha documentat també la presència d'aquest poble al sud-est de l'antiga Britànnia, com a mínim, des del segle II-I aC.

## Etimologia
L'etimologia del nom dels suessions no és clara i els científics han fet diverses propostes, cap de les quals té prou consens. S'ha suggerit que els suessions que vivien a les ribes de l'Aisne varen prendre el nom del riu, "Axona". Aquesta hipòtesi, qüestionable, els fa ser el "poble del riu Axona".
S'han fet altres traduccions, com ara « Aquells qui s'han apropiat llur territori », « Aquells qui han fet seu el territori de conquesta » proposat per Françoise Bader. Aquesta anàlisi traduieix la primera síl·laba del nom de Suessiones,  Suess-  com a forma reflexiva equiparable al llatí 'sui. Xavier Delamarre tradueix suessiones per "Aquells qui tenen sis tropes". Léon Fleuriot parla d'"Aquells qui son rics en queviures".

## Història
El seu territori limitava amb els rems i era gran i fèrtil, sent Noviodunum el seu oppidum principal.
El seu rei més famós fou Divitiacus, un dels més poderosos cabdills gals i en temps de Cèsar (57 aC) tenien com a rei a Galba, que va assolir la direcció de la guerra dels pobles belgues contra els romans. Els suessions tenien dotze ciutats i mobilitzaven un contingent de cinquanta mil homes. Juli Cèsar va ocupar Noviodunum, ciutat dels suessions, i el poble es va sotmetre i van quedar units als remis.
El 52 aC van enviar un contingent de cinc mil homes a Alèsia per ajudar els gals assetjats. Més tard van quedar separats dels rems.